# Час щасливих знахідок
«Час щасливих знахідок» (рос. «Время счастливых находок») — радянський художній фільм 1969 року, знятий на кіностудії «Мосфільм».

## Сюжет
12-річний Сандрік живе в місті Сухумі. Він вчиться в п'ятому класі. Хлопчик прагне всім допомогти і знайти втрачені речі. Спочатку на дні моря він знаходить старовинну грецьку кам'яну плиту, потім — гроші на вулиці, після — курку сусідки. На канікули батьки відправляють його в абхазьке село. Там він знаходить місцевого козла, що загубився. Жителі села дізнаються про здатність Сандріка і починають приходити до нього з проханнями знайти їх втрачені речі. Сандрік пишається своїм способом знаходити загублені речі: «Спершу я шукаю там, де річ може бути, а після, де не може бути».

## У ролях
- Георгій Таркіл — Сандрік
- Софія Агумава — мама Сандріка
- Георгій Гегечкорі — дядько Коля
- Євгенія Рубановська — тітка Рая
- Борис Ципурія — Колчерукий
- Володимир Татосов — Харлампій Диогенович, вчитель математики
- Олег Авідзба — друг Сандріка
- Михайло Бадзагуа — друг Сандріка
- Руслан Басарія — Басарія, друг Сандріка
- Тимур Дзідзігурі — Дзідзігурі, друг Сандріка
- Борис Піастро — друг Сандріка
- Зураб Сангулія — друг Сандріка
- Павло Фанідіс — друг Сандріка
- Сергій Саканія — Давид, продавець газводи
- Шалва Гіцба — міліціонер
- Азіз Агрба — епізод
- Тенгіз Болквадзе — епізод
- Катерина Верулашвілі — сусідка, хазяйка курки
- Рита Гладунко — Тамара, сусідка
- Мінадора Зухба — бабуся
- Нурбей Камкія — Мексуд, сільський родич Сандро
- Н. Кішмарія — Нурі, сусід
- Неллі Лакоба — епізод
- Сергій Мартінсон — князь
- А. Ніколаїді — епізод
- Юрій Соснін — піонервожатий
- Адольф Шестаков — кульгавий вчитель
- Флора Шеданія — Ладарі, сусідка
- Фазіль Іскандер — гість
- Валентин Брилєєв — гість
- Вадим Захарченко — гість
- Сергій Юртайкін — гість
- Юрій Кирєєв — гість
- Давид Кобулов — старий на пляжі
- Александре Купрашвілі — Серго, приятель Колчерукого

## Знімальна група
- Автор сценарію: Фазіль Іскандер, Генрих Габай
- Режисер: Генрих Габай
- Оператор: Олександр Дубінський
- Художник: Вадим Кислих
- Композитор: Леонід Чепелянський
- Костюми: Анна Мартінсон